# Titerno
Il Titerno è un torrente del Sannio, in Campania, interamente decorrente nella provincia di Benevento, che dà luogo alla "Valle del Titerno", e che si riversa nel Fiume Volturno.
Il torrente ha dato il nome alla locale Comunità Montana, che nel corso del 2008 ha inglobato anche il nome "Alto Tammaro".

## Corso del torrente
Nasce dalle sorgenti Petrosa e Crocella, site a 1200 m di quota e dal torrente Acquacalda ai piedi del monte Pesco Rosito (1252 m) in territorio di Pietraroja comune della provincia di Benevento.
Dopo aver percorso una valle angusta, con il tributo dei torrenti Paradiso-Reviola-Valleantica-Acquacalda e Torbido scendendo dal monte Civita di Cusano nel territorio di Cusano Mutri e attraversando gole fra pareti scoscese (Gole di Caccaviola), ricoperte di faggeti e querceti, crea cinque km. di gola al Ponte Risecco, segnando il territorio con profonde incisioni.
Questo fenomeno erosivo è visibile seguendo il percorso panoramico lungo la strada Cerreto Sannita-Cusano Mutri, dove le gole presentano uno stretto canyon (il Lavello) profonde mediamente fra i 30 e 35 metri in prossimità dei Monte Erbano e Monte Cigno.
Bagna Cerreto Sannita, dove riceve a sinistra la Fonte Viscosa per poi volgere ad ovest, in direzione di San Lorenzello, dove accoglie le acque, per lo più piovane, del Cervillo. Indi gira al nord del Monte Acero e passa per Faicchio, nel cui territorio si verifica un notevole squilibrio fra il letto del fiume(dalla zona di ponte Risecco in su) ed il suo conoide terminale (dalla zona del Pantano a Faicchio).
Questo processo naturale determina tracimazioni e straripamenti in prossimità del centro abitato e dei campi disseminati in periferia.
Interessante il fenomeno erosivo tra il monte La Rocca 420 m ed il centro abitato di Faicchio.
Dopo un corso di circa 25 km sbocca nel Volturno.
La sua lunghezza complessiva è di circa 30 km.

## Affluenti
- Torrente Torbido, a carattere torrentizio, nasce dal monte Defenza 1354 m nel territorio del Comune di Pietraroja, attraversando vaste pianure a pascolo nella piana di Civitella Licinio confluisce nel Titerno; per quanto riguarda l'origine del suo nome, sembra che derivi dall'irruenza delle sue acque, perciò queste appaiano torbide per buona parte dell'anno.

- Torrente Valle Antica anch'esso a carattere torrentizio, nasce dal monte Tre Cantoni a 1107 m di quota nel territorio del Comune di Pietraroia, confluendo nel Titerno nella piana di Civitella Licinio.

- Torrente Reviola nasce dalle falde del monte Pesco Lombardo 1545 m riceve ulteriore tributo d'acque dai fossi Calvaruse, Mazzucchiello e Ratello lambendo il centro abitato di Cusano Mutri.